# Rudi Medved
Rudi Medved, slovenski novinar, pesnik in politik, * 28. december 1959, Trbovlje.
Rudi Medved je nekdanji novinar, deloval je tudi na področju kulture in lokalne samouprave. V času 13. vlade Republike Slovenije je bil minister za javno upravo Republike Slovenije, nato tudi poslanec Liste Marjana Šarca v Državnem zboru Republike Slovenije. Od junija 2022 do julija 2024 je bil državni sekretar na Ministrstvu za obrambo Republike Slovenije.

## Poklicna pot
Diplomiral je na Fakulteti za sociologijo, politične vede in novinarstvo v Ljubljani. V letih od 1992 do 2005 je bil urednik dnevnoinformativnega in aktualnopolitičnega uredništva na Radiu Slovenija ter urednik notranjepolitičnih in gospodarskih oddaj na TV Slovenija. V letih 2005 in 2006 je bil odgovorni urednik Radia Kum Trbovlje, v letih 2007 in 2008 pa urednik oddaje 24UR na POP TV. Leta 2004 je postal direktor Kulturnega centra Delavski dom Zagorje, od leta 2012 pa je bil direktor občinske uprave Občine Zagorje ob Savi. Dvakrat je bil izvoljen v občinski svet te občine.
Ukvarja se tudi s poezijo, piše besedila za zabavno glasbo ter scenarije za prireditve.

## Politika
Na Državnozborskih volitvah 2018 je bil na Listi Marjana Šarca izvoljen za poslanca v Državnem zboru Republike Slovenije. Med drugim je bil predsednik odbora za infrastrukturo, okolje in prostor. Mandat je prekinil z nastopom ministrske funkcije, na poslanskem mestu ga je nasledila Nina Maurovič. Po padcu vlade Marjana Šarca se je Rudi Medved vrnil na mesto poslanca in bil med drugim podpredsednik Komisije za nadzor obveščevalnih in varnostnih služb.
Po tem, ko se je mandatar Marjan Šarec odločil, da kandidata za ministra za javno upravo Tugomerja Kodelja kljub potrditvi pristojnega odbora po mnogih kritikah njegovega nastopa zamenja, je na njegovo mesto postavil Rudija Medveda. Pred pristojnim odborom je bil zaslišan in potrjen 10. septembra 2018. Na funkcijo je bil uradno imenovan 13. septembra 2018.
Na državnozborskih volitvah leta 2022 je Lista Marjana Šarca izpadla iz parlamenta in se kasneje združila z Gibanjem Svoboda. Rudi Medved je v vladi Roberta Goloba postal državni sekretar na ministrstvu za obrambo, ki ga je vodil Marjan Šarec. Medved je bil pristojen za koordinacijo delovanja Uprave Republike Slovenije za zaščito in reševanje in za vojaško dediščino ter za sodelovanje z reprezentativnimi sindikati na področju obrambe in poklicnih gasilcev.
Vlada ga je 17. junija 2024 razrešila s položaja državnega sekretarja, odstopno izjavo je podal sam zaradi odhoda v pokoj.